# Joy Division
A Joy Division angol rockegyüttes volt, mely 1976-ban alakult a greater manchesteri Salfordban. Kezdetben Warsaw néven tevékenykedtek. Az együttes tagjai Ian Curtis (ének, gitár), Bernard Sumner (gitár, billentyűs hangszerek), Peter Hook (basszusgitár, háttérének) és Stephen Morris (dob, egyéb ütőhangszerek) voltak.
A kezdeti punk rock korszakukat követően gyorsan rátaláltak jellegzetes hangzásukra, sajátos stílusuk az 1970-es évek posztpunk mozgalmának úttörői közé emelte őket. Jon Savage zenekritikus meglátása szerint az együttes „nem volt punk, de közvetlenül annak energiája ihlette őket”. 1978-as, szerzői kiadásban megjelent középlemezük, az An Ideal for Living felkeltette egy manchesteri televíziós személyiség, Tony Wilson figyelmét. Az együttes Unknown Pleasures címet viselő debütáló albumát Wilson független lemezkiadó cége, a Factory Records adta ki 1979-ben. A kiadványt a brit sajtó rendkívül pozitív kritikai fogadtatásban részesítette. A zenekar növekvő sikerei ellenére az énekes, Ian Curtis depresszióval és számos magánéleti problémával, többek között tönkrement házasságával és epilepsziával küzdött. Curtis számára egyre nagyobb nehézséget jelentettek a fellépések, az előadások alatt gyakran érték rohamok.
1980 májusában, az együttes első amerikai turnéjának előestéjén Ian Curtis véget vetett életének, ezzel együtt mély depressziójának. A Joy Division második albuma, a Closer, 1980-ban, posztumusz műként jelent meg, és a „Love Will Tear Us Apart” kislemezzel együtt a zenekar legsikeresebb kiadványává vált. Curtis halálát követően az együttes életben maradt tagjai New Order néven újjáalakultak és további kritikai, valamint üzleti sikereket értek el.

## Történet

### Megalakulás
1976. június 4-én Peter Hook és Bernard Sumner részt vett a manchesteri Lesser Free Trade Hallban tartott Sex Pistols koncerten. Az eseményen mindössze 35–40 ember volt jelen, ennek ellenére az előadás később kiemelkedő jelentőségűnek bizonyult, a résztvevők közül sokakat saját zenekar alapítására ösztönzött, így kulcsszerepet játszott a manchesteri punk-színtér felvirágoztatásában. Sumner később elmondta, úgy érezte, hogy a Pistols „megsemmisítette a popsztárokat övező mítoszt, hogy a zenész valamiféle istenség, akit istenítened kell”. Az előadás által ihletett Sumner és Hook elhatározták, hogy együttest alapítanak barátjukkal, a show-n szintén részt vevő Terry Masonnel. Sumner vásárolt egy gitárt, Hook egy basszusgitárt, Mason pedig egy dobfelszerelést. Szükségük volt egy énekesre, így elhelyeztek egy hirdetést a manchesteri Virgin Records lemezboltban. Ian Curtis felvette velük a kapcsolatot, majd meghallgatás nélkül bevették az együttesbe, mivel már korábbi koncerteken találkoztak. Sumner később elmondta: „tudtam, hogy jól ki lehet jönni vele, és erre alapoztuk az egész együttest. Ha tetszett nekünk valaki, benn volt.”
Az együttest Richard Boon, a Buzzcocks menedzsere javaslata alapján Stiff Kittensnek hívták, első nyilvános fellépésüket még ezen a néven könyvelték el, a zenekar azonban nem sokkal az előadás előtt inkább a Warsaw név használata mellett döntött, a „Warszawa” című David Bowie dalra utalva. A Warsaw első fellépésére 1977. május 29-én került sor, a Buzzcocks, a Penetration és John Cooper Clarke előzenekaraként, az Electric Circusnél. Az estén az együtteshez két nappal korábban csatlakozó Tony Tabac volt a dobos. Nem sokkal ezután Mason vált a zenekar menedzserévé, 1977 júniusától pedig Tabac helyett Steve Brotherdale dobolt, aki ezzel párhuzamosan a Panik nevű punkegyüttesben is játszott. A Warsaw-val töltött idő alatt Brotherdale próbálta meggyőzni Ian Curtist, hogy hagyja ott az együttest és csatlakozzon a Panikhoz, az énekes azonban visszautasította a lehetőséget. 1977 júliusában a Warsaw demófelvételt készített négy dalukhoz, az oldhami Pennine Sound stúdióban. Nem sokkal a felvételeket követően, tartva agresszív természetétől, a zenekar megvált Brotherdale-től: a stúdióból hazafelé tartva hirtelen megállították az autót, majd arra kérték Brotherdale-t, ellenőrizze, nem kapott-e a kerék defektet. Miután Brotherdale kiszállt a járműből, elhajtottak.
1977 augusztusában, új dobost keresve, elhelyeztek egy hirdetést az egyik zenei bolt kirakatában. Stephen Morris volt az egyedüli jelentkező, aki egy iskolába járt Ian Curtisszel. Deborah Curtis, Ian Curtis felesége állítása szerint Morris „tökéletesen illett” a többi férfi közé, az ő érkezésével a Warsaw egy „teljes »családdá«” vált. Hogy ne tévesszék össze őket a londoni, Warsaw Pakt nevű punkegyütessel, a nevüket Joy Divisionre változtatták: így nevezték az 1955-ös The House of Dolls című regényben egy náci koncentrációs tábor prostitúciós részlegét. A Pennine stúdióban rögzítettek egy újabb demót, 1978. január 25-én pedig a manchesteri Pip’snél sor került első fellépésükre az új név alatt.

### Korai kiadványok
Az RCA Records felkereste az együttest azzal a kéréssel, hogy dolgozzák fel Nolan „N.F.” Porter „Keep On Keepin' On” című dalát, cserébe lemezfelvételi időt kaptak egy professzionális manchesteri stúdióban. 1978 márciusának végét és áprilisát új anyag írásával és próbáival töltötték. Az április 14-i Stiff/Chiswick Challenge koncert során felkeltették Tony Wilson és Rob Gretton érdeklődését, akik az együttes támogatóivá váltak. Curtis bírálta Wilsont amiért a zenekar nem kapott fellépési lehetőséget Wilson megszűnő So It Goes című show-műsorában. Wilson biztosította őket, hogy a Joy Division lesz a következő együttes, amit be fog mutatni a tévében. A zenekar 1978. májusának első hetét lemezfelvételre fordította a manchesteri Arrows stúdióban. A rögzítési munkálatokat követően Gretton lett az együttes menedzsere. Az együttes elégedetlen volt John Anderson, a Grapevine Records igazgatója hozzáállásával, aki ragaszkodott hozzá, hogy a hangzás lágyítása érdekében szintetizátort adjanak a mixhez, ennek következtében az RCA-val akkoriban kötött szerződésük felbontását kezdeményezték.
A Joy Division első kiadványa az 1978 júniusában szerzői gondozásban megjelent An Ideal for Living című EP volt. Ezzel közel egy időben az „At a Later Date” című daluk helyet kapott a Short Circuit: Live at the Electric Circus című válogatásalbumon, amelyet 1977. október 2-án rögzítettek élőben. A Melody Makerben megjelent kritikájában Chris Brazier elmondta, hogy a középlemez „a házi készítésű felvételek kapcsán ismert csiszolatlan természettel” és „számtalan jó ötlettel” rendelkezik, a zenekar pedig „hét hónap elteltével figyelemreméltó lehet”. A borító, amely a Hitlerjugend egy tagját ábrázolta, az együttes nevének jellegével karöltve élénk spekulációkhoz vezetett a zenekar politikai nézeteit illetően. Míg Hook és Sumner később elismerték, hogy akkoriban érdekes téma volt számukra a fasizmus, addig Morris ragaszkodott nézetéhez, miszerint az együttes kötődése a náci motívumokhoz szüleik és nagyszüleik által a II. világháború során hozott áldozatok emlékének megőrzését jelentette. Érvelése szerint az együttest a neonácizmussal kapcsolatba hozó vádak csupán provokálták őket, hogy csak azért is „folytassuk, mert ilyen emberek vagyunk mi.”
A Joy Division első televíziós fellépésére 1978 szeptemberében került sor a Granada Reports című helyi hírműsorban, amelynek házigazdája Tony Wilson volt. A hónap végén hozzájárultak két dallal Tony Wilson lemezkiadó cégének első kiadványához, mely az A Factory Sample címet viselő, kétlemezes, héthüvelykes válogatás-EP volt. A számok felvételében Martin Hannett segédkezett. Az RCA Records kötelékéből szabadulva a zenekar hamarosan már a Factory Records kínálatát erősítette, a kiadón belül pedig Rob Gretton képviselte őket. December 27-én Ian Curtis elszenvedte első, láthatóan epilepszia jellegű rosszullétét. Miután hazafelé tartottak a londoni Hope & Anchornél tartott fellépésüket követően, Curtis rohamot kapott, és kórházba kellett szállítani. Betegsége ellenére a Joy Division pályája töretlenül ívelt felfelé. A zenekritikus Paul Morley állhatatosságának köszönhetően Curtis feltűnt az NME 1979. január 13-án megjelent számának címlapján. Az együttes még ebben a hónapban felvette első rádiós fellépését a BBC Radio 1 DJ-je, John Peel számára. Deborah Curtis későbbi visszaemlékezésében elmondta: „e két fontos esemény között rá kellett jönnünk, Ian betegsége valami olyasmi, amihez meg kell tanulnunk alkalmazkodni.”

### Unknown Pleasures album
1979 áprilisában a Joy Division megkezdte Unknown Pleasures című debütáló albumuk felvételét a stockporti Strawberry stúdióban. A lemez producere, Martin Hannett jelentősen hozzájárult a végső hangzás kialakításához. A zenekar eleinte nem kedvelte a „kiterjedt, atmoszferikus” hangzást, amely nem adta vissza élő fellépéseik nyersebb, agresszív jellegét. Hook 2006-ban kifejtette: „határozottan nem olyan lett, mint amilyennek én akartam… De most már látom, hogy Martin remek munkát végzett… Nem fér hozzá kétség, Martin Hannett alkotta meg a Joy Division-hangzást.” Az album borítóját Peter Saville szerkesztette, aki későbbi megjelenésekhez is hozzájárult műveivel. Az Unknown Pleasures végül júniusban jelent meg, a kezdetben gyártott 10 000 példány mind elkelt. Tony Wilson elmondása szerint a lemez viszonylagos sikeressége a független kiadót valódi üzletté, egy „forradalmi erővé” alakította az iparágban. Jon Savage a Melody Maker számára írt kritikájában kijelentette, az Unknown Pleasures „az év egyik legjobb angol bemutatkozó lemeze”.
1979 júliusában a Joy Division ismét fellépett a Granada TV-ben, majd szeptemberben a BBC2 Something Else című műsorában, utóbbi az együttes egyetlen országszerte sugárzott televíziós szereplése volt. Októbertől 24 állomásos brit turnén vettek részt a Buzzcocks előzenekaraként, ez lehetővé tette számukra, hogy felhagyjanak polgári foglalkozásukkal. Novemberben megjelent a „Transmission” elnevezésű, az albumhoz nem kapcsolódó kislemez. A Joy Division burjánzó sikere a „Cult With No Name” becenevű rajongótábor megalakulásához vezetett, aminek tagjait gyakran „heves természetű, szürke kabátos fiatalemberekként” sztereotipizáltak.

### Closer és Curtis halála
A Joy Division 1980 januárjában európai turnéra indult. Curtisnek a turné során a nehézségek ellenére mindössze két nagyobb epilepsziás rohammal gyűlt meg a baja. Márciusban a zenekar, producerként ismét Martin Hannettet választva, felvette második, Closer címre keresztelt nagylemezét a londoni Britannia Row stúdióban. A francia Sordide Sentimental gondozásában még ebben a hónapban megjelent a „Dead Souls” és az „Atmosphere” című dalokat tartalmazó Licht und Blindheit kislemez.
Az alváshiány és a túlórák súlyosbították Curtis epilepsziáját, rohamai csaknem kezelhetetlenné váltak. Gyakran érték rohamok fellépések közben is, emiatt szégyenérzet és depresszió lett úrrá rajta. A zenekar többi tagja ugyan aggódott miatta, a nézőközönség azonban több ízben az előadás részének tartotta Curtis viselkedését. Április 7-én Curtis fenobarbitál-túladagolás általi öngyilkosságot kísérelt meg. Másnap este a Joy Divisionnek a buryi Derby Hallban volt fellépése. Curtis állapota miatt úgy döntöttek, hogy az első néhány dalt a Crispy Ambulanceban éneklő Alan Hempstall és az A Certain Ratio zenésze, Simon Topping segítségével adják elő. Curtis csak rövid ideig állt színpadon, mikor Topping előlépett, hogy befejezze a műsort Curtis helyett, a közönség néhány tagja üvegekkel kezdte dobálni az emelvényt. Gretton a tömegbe vetette magát, ahol zavargások törtek ki. Curtis egészségügyi problémája miatt a zenekar számos áprilisi fellépést lemondott, de még ebben a hónapban filmre vettek egy promóciós videót a „Love Will Tear Us Apart” kislemezhez. Május 2-án a Birminghami Egyetem Chamberlain Halljában játszottak, később ez bizonyult utolsó fellépésüknek.
1980 májusában a Joy Division elindult első amerikai turnéjára. Curtis ugyan szeretett volna némi időt eltölteni néhány ismerősével, ennek ellenére, ha a turné került szóba izgatottságot színlelt, hogy ne okozzon csalódást zenésztársainak és a Factory Recordsnak. Akkoriban romlott meg kapcsolata a feleségével, Deborah Curtisszel, akivel még 1975-ben, tizenévesekként fogadtak hűséget egymásnak. Ennek oka volt többek között Curtis egészségi állapota, Deborah kirekesztettsége férje és az együttes életéből, valamint Curtis és Annik Honoré viszonya, aki egy fiatal belga nő volt, és az európai turné során ismerkedett meg az énekessel. Az amerikai turné első napját megelőző este Curtis visszatért macclesfieldi otthonába, hogy beszéljen elhidegült feleségével. Arra kérte őt, hogy ejtse a válópert (amit Deborah Curtis indítványozott), később azt kívánta, hagyja egyedül a lakásban, míg a következő reggelen fel nem száll egy Manchester felé tartó vonatra. 1980. május 18-án korán reggel, miután megtekintette Werner Herzog Stroszek című filmjét és meghallgatta Iggy Pop The Idiot című lemezét, Curtis felakasztotta magát a konyhában. A holttestet Deborah Curtis fedezte fel, miután déltájban hazatért. Tony Wilson 2005-ben azt mondta: „mindannyian elkövettük a hibát, hogy nem hittük, öngyilkossága be fog következni… Mindnyájan teljesen alábecsültük a veszélyt. Nem vettük komolyan. Ilyen ostobák voltunk.”

### Utóhatás
Curtis öngyilkossága, ahogyan Simon Reynolds zenekritikus fogalmazott, „azonnal mítosszá vált.” Jon Savage a Melody Makerben megjelent, Curtist méltató nekrológjában kifejtette: „most már senki sem fog rá emlékezni, hogy életében milyen volt a munkássága a Joy Divisionnel; tragikusnak fogják tekinteni, nem merésznek.” 1980 júniusában megjelent a posztumusz „Love Will Tear Us Apart” kislemez, ami a brit kislemez-eladási listán 13. helyig jutott. Júliusban végül megjelent a Closer, ami pedig a brit albumeladási listán jutott a 6. helyig. Az albumot Charles Shaar Murray az NME-ben közölt kritikájában „fenséges emlékműnek” nevezte, „a Joy Division számára épp úgy, mint Curtisnek.”
A Joy Division tagjai még Curtis halála előtt megegyeztek, hogy amennyiben valamelyikük távozik, megváltoztatják az együttes nevét. A zenekar végül New Order néven alakult újjá, a háromtagú formáció énekesi feladatait Bernard Sumner látta el. Idővel csatlakozott hozzájuk Morris barátnője, Gillian Gilbert, aki billentyűsként, illetve második gitárosként segédkezett. A New Order első kislemeze, az 1981-es Ceremony tartalmazta az utolsó két dalt, amit Curtisszel együtt írtak. Az együttesnek ugyan eleinte küzdenie kellett, hogy kiléphessen a Joy Division árnyékából, végül azonban sokkal sikeresebbé váltak, mint elődjük.
A zenekar megszűnését követően is jelentek meg további Joy Division-kiadványok. 1981-ben jelent meg a Still, amely élőben rögzített, illetve ritka felvételeket tartalmazott. A Factory Records 1988-ban adta ki a Substance című válogatást, amelyen számos, egyébként már nem elérhető kislemezdal kapott helyet. A Factory Records 1992-es csődjét követően a London Records szerezte meg a jogokat a Joy Division anyagokhoz, első kiadványuk az 1995-ös, Permanent címet viselő válogatásalbum volt. A Heart and Soul elnevezésű, átfogó, a zenekar csaknem összes felvételét tartalmazó díszdobozos kiadvány 1997-ben került forgalomba.

## Zenei stílus
Időbe telt, míg a Joy Division rátalált saját hangzására, a zenekar Warsaw-ként még sokkal durvább, a punkhoz sokkal közelebb álló zenét játszott. Simon Reynolds szerint „a Joy Division eredetisége akkor vált nyilvánvalóvá, amikor dalaik lassabbakká kezdtek válni [...] Peter Hook basszusa vitte a dallamot, Bernard Sumner gitárja réseket hagyott maga után, ahelyett, hogy sűrű riffeléssel töltötte volna meg a zenekar hangját, Steve Morris dobja pedig látszólag egy kráter karimáját járta körbe.” 1994-ben Sumner ekképp jellemezte az együttes jellegzetes hangzását: „Természetesen jött ki: én inkább a ritmus és a hangzat vagyok, Hooky meg a dallam volt. Mindig magasan játszott, mert én azt szerettem, ha a gitárom torz volt, az erősítőm pedig csak teljes hangerőn működött. Ha Hooky mélyen játszott, nem hallhatta magát. Steve-nek saját stílusa van, ami különbözik a többi dobosétól. Számomra az együttes dobosa az órát jelenti, de Steve túl passzív volt ahhoz, hogy óra lehessen: az együttes dallamát követte, ez pedig előnyünkre vált.” Idővel Ian Curtis mély, bariton hangon kezdett énekelni, ezért sokan hasonlították egyik kedvenc együttesének énekeséhez, a Doors Jim Morrisonjához.
Sumner a zenekar nem hivatalos zenei rendezőjeként is tevékenykedett, e szerepét később a New Orderben is megőrizte. Sumner volt a Joy Division elsődleges gitárosa, ugyanakkor néhány dalfelvétel és fellépés erejéig Curtis is gitárt ragadott. Curtis gyűlölt a hangszeren játszani, de társai ragaszkodtak hozzá. „Meglehetősen bizarr módon játszott, és ez számunkra nagyon érdekes volt, mert még soha senkit nem láttunk úgy játszani, mint Ian” – mondta Sumner. Sumner a Closer felvételei során kezdett saját építésű szintetizátorán játszani, Hook pedig hathúros gitárt használt a dallamosság kedvéért.
Martin Hannett producer arra törekedett, hogy „elkapja és fokozza a Joy Division játékának hátborzongató ürességét.” Hannett úgy gondolta, a punk rock hangzását tekintve túlságosan konzervatív, mert nem teszi lehetővé a stúdiótechnológia hangterek létrehozása céljából történő alkalmazását. Ezzel szemben Hannett az együttes felvételein kiterjedtebb hangzás létrehozására törekedett. Állítása szerint a Joy Division „ajándék volt egy producernek, mert nem volt fogalmuk róla [hogy milyen hangzásra törekedjenek]. Nem vitatkoztak.” Hannett megkövetelte a hangok világos elkülönítését, nem csak az eltérő hangszerek, de még Morris dobfelszerelésének különböző részei esetén is. „Általában, azon dalok esetében, amelyeket ő potenciális slágereknek vélt, rávett, hogy külön játsszak minden egyes dobon, hogy elkerüljük a hangok összemosódását” – emlékezett vissza Morris.

### Dalszövegek
Ian Curtis volt a zenekar egyedüli dalszövegírója. Olykor elragadta a hév, ilyenkor mániákusan írt, az együttes zenéjét hallgatta (amit gyakran Sumner szerzett), és kiválasztotta a legmegfelelőbb, leginkább odaillő dalszöveget. A „hidegség, nyomás, sötétség, krízis, bukás, összeomlás, uralom elvesztése” visszatérő témái voltak dalainak. 1979-ben az NME újságírója, Paul Rambali kijelentette, hogy „a Joy Division zenéjének témái bánatosak, fájdalmasak, néha mélységesen szomorúak.”
A zenekar visszautasította szövegeik magyarázatát a sajtónak és azok szövegkönyvbe jegyzését. Curtis elárulta a Printed Noise-nak: „Nincs üzenetünk valójában, a dalszövegek szabadon értelmezhetőek. Többdimenziósak. Azt látsz beléjük, amit akarsz.” Az együttes többi tagja később elismerte, hogy nem sok figyelmet fordítottak rá, mit írt Curtis. Deborah Curtis szerint az énekeshez közel állók közül sokan csak a Closer megjelenésekor vették észre, hogy „szándékai és érzelmei mind ott voltak a dalszövegekben.” A zenekar életben maradt tagjai utólag megbánták, hogy nem láttak figyelmeztető jeleket Curtis szövegeiben. „Szörnyen hangzik, de csak Ian halála után ültünk le meghallgatni dalszövegeit” – mondta Morris 2007-ben. „Azon kaptad magad, hogy »Ó, istenem, ezt nem vettem észre«. Mert mikor Ian szövegeire néztem, azt gondoltam, milyen ügyesen beleélte magát valaki más szerepébe. Soha nem hittem, hogy magáról írt. Így visszatekintve, hogyan lehettem ennyire ostoba? Hát persze, hogy magáról írt. De nem mentem oda hozzá, nem ragadtam meg és kérdeztem meg tőle, »Mi a baj?«. Ezzel együtt kell élnem.”

### Élő előadások
Ellentétben stúdiófelvételeikkel, a Joy Division az élő fellépések alkalmával hangosan és agresszíven játszott. Az együttes elégedetlen volt Hannett Unknown Pleasures-ön végzett munkájával, amiért tompította érdes hangzásukat. Sumner szerint a „zene hangos és súlyos volt, és úgy éreztük, hogy Martin ezt mérsékelte, főleg a gitárok esetében”. Koncertek alkalmával a Joy Division és a közönség között csekély interakció volt, ahogyan Paul Morley írta: „Egy Joy Division fellépés során szerencsés voltál, ha a dalaikon kívül két-három szónál többet hallottál. »Hello« és »goodbye«. Nem volt bevezető, nem volt promóció.” Curtis éneklés közben gyakran adta elő a „halott légy táncát”, amely során az énekes „karjaival félkör alakú, hipnotikus görbéket írt le”. Simon Reynolds megjegyezte, Curtis táncstílusa epilepsziás görcsre emlékeztetett, és már azelőtt így mozgott a színpadon, mielőtt diagnosztizálták volna epilepsziáját. Curtis állapota miatt az élő előadások problémássá váltak a Joy Division számára. Sumner később elmondta: „Nem voltak villogó fényeink, de néha bizonyos dob részletek előidézhettek nála valamit. Egy kis időre transzba esett, majd [epileptikus] görcsöt kapott. A műsort le kellett állítanunk, őt pedig az öltözőbe kellett cipelnünk, ahol kisírta szemeit, amiért ez a szörnyű dolog történt vele.”

## Örökség
Rövid karrierjük és kult státuszuk ellenére hatásuk kiterjedt, széles körű volt. John Bush érvelése szerint a Joy Division „vált a posztpunk mozgalom első képviselőjévé, azáltal, hogy nem a dühre és energiára fektették a hangsúlyt, hanem a hangulatra és a kifejezésre, előre mutatva a nyolcvanas évek melankolikus alternatív zenéje felemelkedése felé.”
A zenekar sötét, szomorkás hangja, amelyet 1979-ben Martin Hannett „gótikus felhanggal rendelkező tánczeneként” jellemzett, a gothic rock stílus előfutára volt. Eleinte, a hetvenes évek végén a „gothic” jelzőt a „világvége hangulatú” zenék leírására használták, ez azonban hamarosan megváltozott, és a jelzőt olyan, a Joy Division nyomdokain haladó együttesekre illesztették, mint például a Bauhaus. A gótikus rock első képviselőinek elengedhetetlen kelléke volt a „dallamos szerepet birtokló magas, poszt-Joy Division basszus” és az „ének, ami vagy operaszerű, teutonikus, vagy Jim Morrison és Ian Curtis mély, búgó ötvözete volt.” A Joy Division kortársai közül többek között a U2-ra és a Cure-ra volt jelentős hatással, ezenkívül olyan posztpunk revival zenekarokat ihletett, mint az Interpol, a Bloc Party, vagy az Editors. A U2 frontembere, Bono állítása szerint együttese „istenítette” a Joy Divisiont. Az énekes a zenekar U2 by U2 című, 2006-os önéletrajzában megállapította: „Nehezebb lenne a zenében a Joy Divisionnél sötétebb helyet találni. A nevük, a dalszövegeik és az énekesük olyan nagy fekete felhő volt, amilyet az égen láthatsz. És én mégis éreztem Isten keresését, vagy a fényét, vagy az okét… az okét, amiért érdemes élni. A Joy Divisionnál érezted, hogy a szépség igaz, az igazság szép volt, és ők mindkettő után kutattak.” Többek között Moby és a Red Hot Chili Peppers gitárosa, John Frusciante is kifejezte, mennyire méltányolják a Joy Division zenéjét, és annak hatását saját munkásságukra. 2005-ben a Joy Divisiont a New Orderrel együtt beiktatták a UK Music Hall of Fame-be.
A Joy Division kapcsán két életrajzi film készült. A 2002-es 24 Hour Party People a Factory Records felemelkedését és bukását meséli el, a történetet némiképp kiszínezve. A filmben a Joy Division tagjai mellékszereplőként tűntek fel. A film kapcsán Tony Wilson azt nyilatkozta, hogy „Ez mind igaz. Ez mind nem igaz. Ez nem egy kibaszott dokumentumfilm,” továbbá azt is elmondta, hogy a film készítése során mindig a „mítoszt” részesítette előnyben az igazsággal szemben. A 2007-es Control című filmet Anton Corbijn rendezte, Ian Curtist Sam Riley alakította. A film Ian Curtis életrajza felhasználásával készült, amelynek alapjául Deborah Curtis 1995-ös Touching From a Distance című könyve szolgált, Tony Wilson és a New Order pedig további tanácsokkal látták el a rendezőt. A New Order továbbá a filmzene elkészítésével is hozzájárult a produkcióhoz. A Control premierjére a 2007-es cannes-i fesztivál keretén belül tartott Rendezők Kéthete nyitóestjén került sor, ahol kedvező kritikai fogadtatásban részesült. Grant Gee ugyanebben az évben rendezte a zenekarról szóló, egyszerűen Joy Division című dokumentumfilmjét.

## Diszkográfia
- Unknown Pleasures (1979)
- Closer (1980)

## Fordítás
- Ez a szócikk részben vagy egészben  a   Joy Division című angol Wikipédia-szócikk ezen változatának fordításán alapul.  Az eredeti cikk szerkesztőit annak laptörténete sorolja fel. Ez a jelzés csupán a megfogalmazás eredetét és a szerzői jogokat jelzi, nem szolgál a cikkben szereplő információk forrásmegjelöléseként.